# Ateliers Déchamps

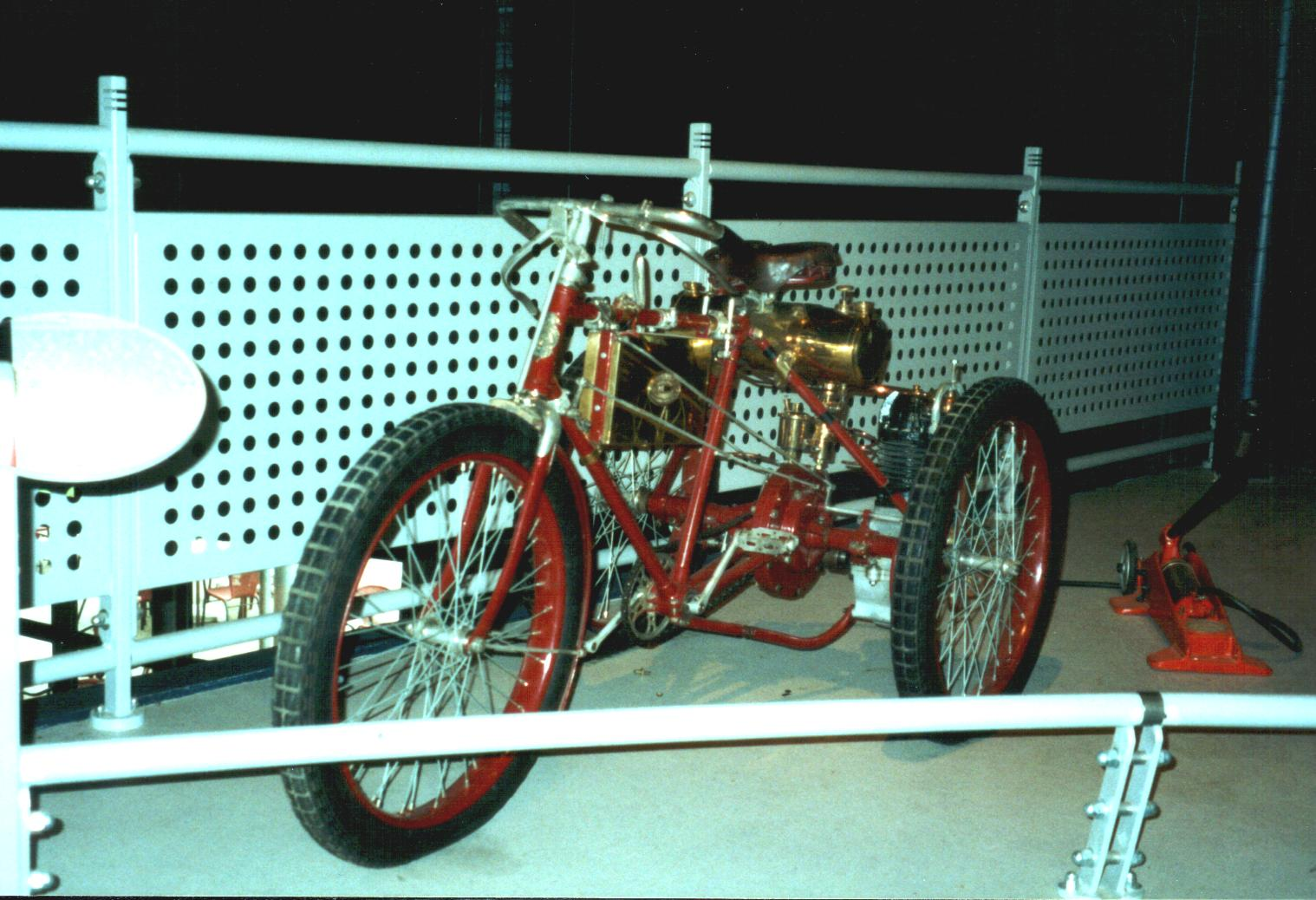
Déchamps Tricycle von 1899

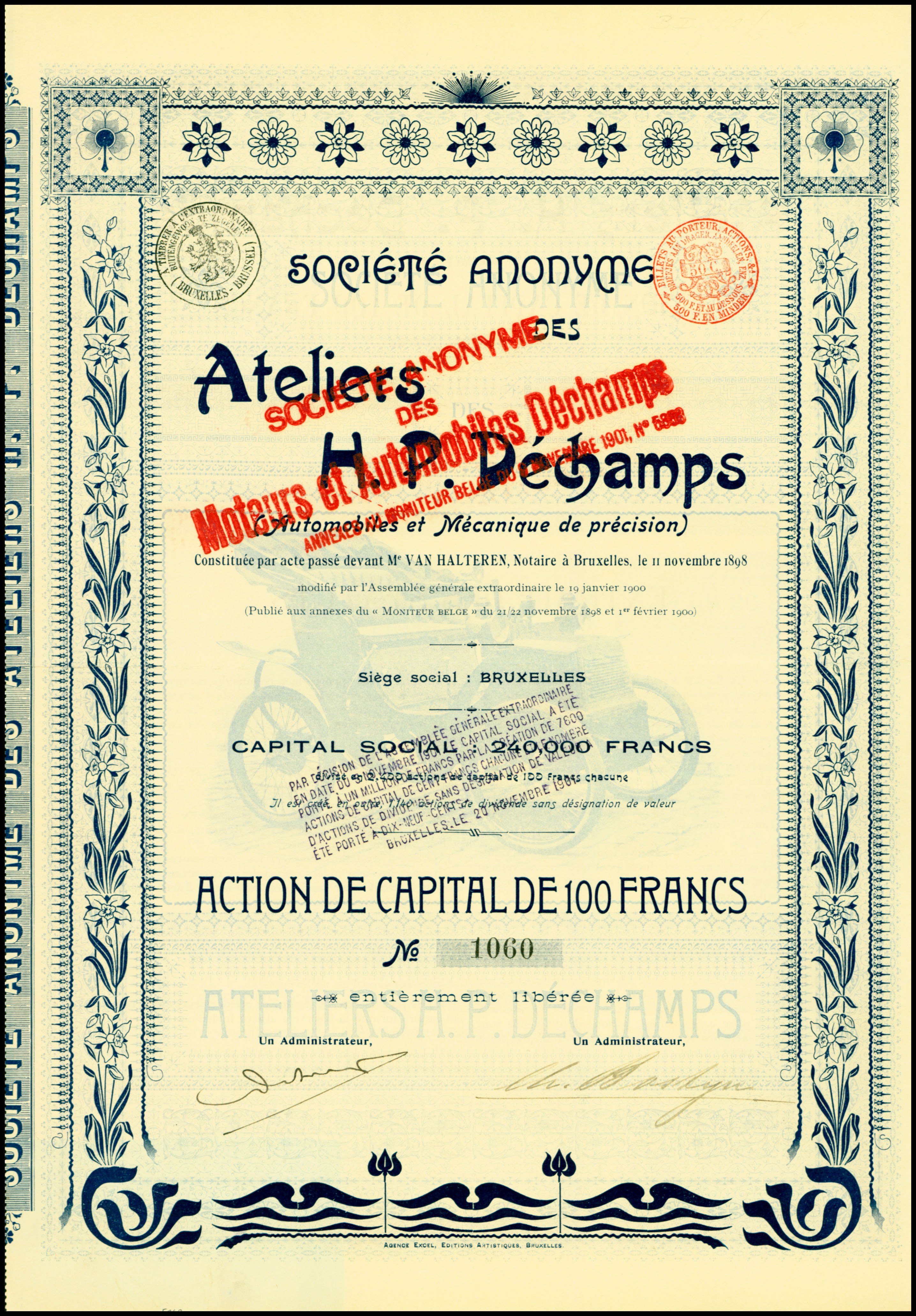
Aktie über 100 Francs der Ateliers H. P. Déchamps von 1900

Ateliers Déchamps war ein belgischer Hersteller von Automobilen.

## Unternehmensgeschichte
Die SA des Ateliers H. P. Déchamps wurde 1898 in Brüssel gegründet. Das Werk befand sich am Boulevard Baudouin in Brüssel. Die angebotenen Fahrzeuge wurden als Déchamps vermarktet. Am 31. Dezember 1899 wurde das Unternehmen in SA des Moteurs et Automobiles Déchamps umbenannt. Der Markenname Déchamps wurde noch bis Januar 1904 verwendet. Die Nachfolgemodelle wurden unter der Marke Baudouin vermarktet. Im selben Gebäude war die Société de Construction Mécaniques et d’Automobiles ansässig, die zwischen 1904 und 1905 Automobile unter dem Markennamen Direct herstellte.

## Die Modelle
1899 wurde das erste motorgetriebene Fahrzeug vorgestellt. Es war ein Dreirad mit einem Motor von De Dion-Bouton, der 1,75 PS leistete. 1900 war für dieses Dreirad auch ein eigener Motor verfügbar, der 2,75 PS leistete. Ein Tricycle ist erhalten geblieben und war im Autotron Rosmalen in Rosmalen, Niederlande zu besichtigen.
1899 folgte eine vierrädrige Voiturette, dessen Zweizylindermotor im Heck angeordnet war und 3 PS leistete.
1900 kamen das Zweizylindermodell 4,5 CV und das Vierzylindermodell 8 CV heraus.
1901 kamen der 6 CV mit Einzylindermotor und 6 PS, der 12 CV mit Zweizylindermotor und 12 PS sowie der 20 CV mit Vierzylindermotor und 20 PS auf den Markt.
1902 wurde das Angebot um die Modelle 7 CV mit Einzylindermotor und 7 PS, 8 CV mit Zweizylindermotor und 8 PS, 14 CV mit Vierzylindermotor, 4398 cm³ Hubraum und 14 PS sowie 16 CV mit Vierzylindermotor und 16 PS erweitert.
Von 1903 bis Januar 1904 gab es das Zweizylindermodell 9/10 CV mit 2199 cm³ Hubraum und das Vierzylindermodell 18 CV mit 5026 cm³ Hubraum und 18 PS.